# 背腔

## 🧠 背腔（Dorsal Cavity）
背腔是人體 體腔（body cavities） 的一部分，位於身體背側，主要用來保護中樞神經系統。

### ✨ 背腔的兩大部分：
1. 顱腔（Cranial cavity）
  - 位置：頭骨內
  - 內容物：大腦、小腦、腦幹
  - 功能：由顱骨保護，維持腦部安全
2. 脊椎腔（Vertebral cavity / Spinal cavity）
  - 位置：脊柱（椎骨）內
  - 內容物：脊髓、脊神經根
  - 功能：椎骨與腦脊液共同保護脊髓

## 📍 背腔的特色
- 屬於「閉合腔」，完全被骨骼包覆，安全性高。
- 充滿 腦脊液（CSF），能減震、防護，並協助營養與代謝廢物交換。
- 與「腹腔、胸腔等前側的腹側腔（ventral cavity）」相對。

👉 簡單記：背腔＝顱腔（腦）＋脊椎腔（脊髓）。